# Eurysacca
Eurysacca é um gênero de traça pertencente à família Agonoxenidae.